# Carte bleue (Union européenne)
Pour les articles homonymes, voir Carte bleue.
Lire en ligne

« Directive 2009/50/CE du Conseil du 25 mai 2009 établissant les conditions d’entrée et de séjour des ressortissants de pays tiers aux fins d’un emploi hautement qualifié », sur EUR-Lex

La carte bleue pour l'Union européenne est un permis de travail destinée aux résidents d'un pays non-membre de l'Union qui leur permet, suivant certaines conditions, de venir travailler plus facilement sur le territoire entier de l'Union.

## Histoire
Le projet de carte bleue pour l'Union européenne a été lancé par la Commission européenne le 23 octobre 2007 et adopté le 25 mai 2009

## Origine du nom
Le nom « carte bleue » vient de la « carte verte » délivrée par les États-Unis. Ce choix n'est pas anodin, car la carte verte est connue dans le monde entier. Le but est donc de la concurrencer pour inciter les travailleurs qualifiés à opter pour l'Europe plutôt que pour l'Amérique. Le bleu fait référence à la couleur du drapeau européen.

## Conditions d'obtention
La carte bleue utilise le système de l'immigration choisie, qui a pour but de rendre l'immigration à long terme plus rentable pour les pays européens. Elle est destinée uniquement aux travailleurs hautement qualifiés.
Les conditions pour l'obtenir seraient les suivantes :
- Fournir une preuve de «qualifications professionnelles élevées» en présentant un diplôme de l'enseignement supérieur (diplôme universitaire, par exemple) ou une expérience professionnelle pertinente d'au moins cinq ans ;
- Travailler en qualité de salarié – la Carte Bleue européenne ne s'applique ni aux travailleurs indépendants ni aux créateurs d'entreprises ;
- Percevoir une rémunération annuelle brute élevée (au moins égale à une fois et demie le salaire national moyen) ;
- Présenter un contrat de travail ou une offre ferme d'emploi d'une durée d'au moins un an dans un pays de l'UE ;
- Répondre aux exigences légales pour exercer une profession lorsque celle-ci est réglementée.

## Application
Le délai limite d'application de la directive par les états membres a été fixé au 19 juin 2011. Cependant, à cette date limite, plusieurs États membres n'ont pas mis en œuvre la directive complètement, ou garanti les nouveaux droits prévus par la directive. 
La France a transposé cette directive dans la loi du 16 juin 2011 relative à l'immigration, à l'intégration et à la nationalité.
Le Danemark et l'Irlande ont choisi de ne pas adhérer à cette directive et sont exemptés de l'appliquer. C'était également le cas du Royaume-Uni avant le Brexit.